# اسپرینگتاون (تگزاس)
اسپرینگتاون، تگزاس(به انگلیسی: Springtown, Texas) شهری در ایالت تگزاس از ایالات جنوبی ایالات متحده آمریکا است. در سرشماری سال ۲۰۰۰، جمعیت این شهر ۲۰۶۲ نفر اعلام شد.